# Ryan Dunn (basket-ball)
Ryan Christian Dunn, né le 7 janvier 2003 à New Hyde Park dans l'État de New York, est un joueur américain de basket-ball évoluant aux postes d'ailier et d'ailier fort. Il mesure 1,99 m.

## Statistiques

### Universitaires
| Saison    | Équipe   | Matchs | Titul. | Min./m | % Tir | % 3pts | % LF | Rbds/m. | Pass/m. | Int/m. | Ctr/m. | Pts/m. |
| --------- | -------- | ------ | ------ | ------ | ----- | ------ | ---- | ------- | ------- | ------ | ------ | ------ |
| 2022-2023 | Virginie | 31     | 0      | 12,9   | 53,2  | 31,3   | 50,0 | 2,90    | 0,30    | 0,40   | 1,10   | 2,60   |
| 2023-2024 | Virginie | 34     | 34     | 27,5   | 54,8  | 20,0   | 53,2 | 6,90    | 0,80    | 1,30   | 2,30   | 8,10   |
| Carrière  | Carrière | 65     | 34     | 20,6   | 54,4  | 23,5   | 52,5 | 5,00    | 0,50    | 0,90   | 1,70   | 5,50   |

### Professionnelles

#### Saison régulière
| Saison    | Équipe   | Matchs | Titul. | Min./m | % Tir | % 3pts | % LF | Rbds/m. | Pass/m. | Int/m. | Ctr/m. | Pts/m. |
| --------- | -------- | ------ | ------ | ------ | ----- | ------ | ---- | ------- | ------- | ------ | ------ | ------ |
| 2024-2025 | Phoenix  | 74     | 44     | 19,1   | 43,0  | 31,1   | 48,7 | 3,60    | 0,80    | 0,60   | 0,50   | 6,90   |
| Carrière  | Carrière | 74     | 44     | 19,1   | 43,0  | 31,1   | 48,7 | 3,60    | 0,80    | 0,60   | 0,50   | 6,90   |

## Palmarès et distinctions personnelles
- ACC All-Defensive team (2024)